# Жовтий ірис
«Жовтий ірис» (англ. The Yellow Iris) — детективна радіо-п'єса англійської письменниці Агати Крісті, прем'єра відбулася у вівторок 2 листопада 1937 о 8:00 вечора.
Сценарій заснований на розповіді «Жовтий ірис», яка був опублікована у номері 559 Strand Magazine в липні того ж року. Основна частина історії розгортається в одному з ресторанів Лондона. Артисти кабаре виступають у ресторані...